# Dorte om morgenen
|  | Denne artikel er oprettet af botten Steenthbot ud fra en ekstern database. Den kan derfor have sproglige fejl eller mangler. Denne skabelon kan fjernes efter kontrol af indholdet. |

Dorte om morgenen er en dansk kortfilm fra 1957 instrueret af Holger Jensen efter eget manuskript.

## Handling
"Dorte står op. Hun laver sjov med sin mor, bliver vasket, børster tænder, bliver klædt på og spiser morgenmad."